# Orchis celtiberica
Orchis celtiberica là một loài thực vật có hoa trong họ Lan. Loài này được Pau mô tả khoa học đầu tiên năm 1921.